# Pseudohelina castanea
Pseudohelina castanea är en tvåvingeart som först beskrevs av Charles Howard Curran 1938.  Pseudohelina castanea ingår i släktet Pseudohelina och familjen husflugor. Inga underarter finns listade i Catalogue of Life.